# 加納福明
加納 福明（かのう ふくあき、1951年10月4日 - ）は、日本の政治家。元岐阜県加茂郡七宗町長（1期）。元七宗町議会議員（2期）。

## 来歴
2015年（平成27年）6月23日公示、同年6月28日投票の七宗町議会議員選挙で初当選した。町議会議員を2期務め、町議会議長も務めた。
2021年（令和3年）3月16日に告示、同月21日に行われた町長選で、現職の町長の井戸敬二との一騎打ちを制し初当選した
。
※当日有権者数：3,198人 最終投票率：76.74%（前回比：0.43pts）
| 候補者名 | 年齢 | 所属党派 | 新旧別 | 得票数  | 得票率 | 推薦・支持 |
| -------- | ---- | -------- | ------ | ------- | ------ | ---------- |
| 加納福明 | 69   | 無所属   | 新     | 1,250票 | 51.48% |            |
| 井戸敬二 | 59   | 無所属   | 現     | 1,178票 | 48.52% |            |

2025年（令和7年）1月15日、同年3月23日に行われる町長選には立候補せず、1期4年で引退することを表明した。